# Prigione chimica
Prigione chimica è un romanzo giallo di Barbara Nadel pubblicato nel 2000 in Gran Bretagna e nel 2004 in italiano dalla casa editrice Hobby & Work.
È il secondo romanzo della serie dedicata al commissario Çetin İkmen.

## Trama
Il commissario Ikmen si trova ad indagare sull´omicidio di un giovane ragazzo, trovato senza vita in una casa abbandonata. Gli unici indizi sono la sua probabile tossicodipendenza e il misterioso padrone di casa armeno scomparso poco prima della scoperta del cadavere.
Le sue ricerche porteranno l´ispettore ad addentrarsi nel mondo della pedofilia e dello spaccio di droga, ma anche a conoscere meglio la realtà della minoranza armena, di cui fa parte il suo amico fraterno Dr. Arto Sarkissian. A rendere più difficoltosa l´indagine si unisce la preoccupazione per il vecchio padre sofferente di Alzheimer che viene assistito dalla moglie e dai figli, e la scarsa collaborazione del sergente Suleymani, distratto dall´interesse che prova per la collega Ayse Farsakoglu.

## Edizioni
- Barbara Nadel, Prigione Chimica, Prima ed., Giallo & Nero, Hobby & Work, 2004,  pp. 311, ISBN 88-7851-551-5.